# Multicheck
Multicheck est une société suisse qui a son siège à Konolfingen. Ses principales activités sont l'évaluation des capacités et les analyses personnelles.
En Suisse, elle est particulièrement reconnue car elle effectue un grand nombre d'évaluations sur les capacités des futurs apprentis. Ses tests sont demandés par de nombreuses sociétés, telles que la Coop (Suisse), la Migros, l'UBS AG, le Crédit Suisse ou encore La Poste (Suisse), Wifa Polytype, les magasins de bricolage Jumbo ainsi que pour d'autres petites, moyennes et grosses entreprises.
Parmi les évaluations de capacités des futurs apprentis, il y a des tests à effectuer sur papier et/ou sur ordinateur. Ils mesurent les connaissances acquises à l'école par le candidat, ainsi que son potentiel. Ces examens, qui peuvent être passés dans cinq domaines différents (Multicheck employé(e) de commerce, Multicheck technique, Multicheck soins et santé, Multicheck commerce de détail et Multicheck artisanal), coûtent entre CHF 60.- et CHF 100.-.
L'entreprise est également active dans d'autres domaines : les techniques d'apprentissage, la peur face aux examens et les analyses de potentiel dans les reconversions des élèves.
Multicheck soutient ses clients commerciaux dans le choix de ses collaboratrices et collaborateurs, qui ont des qualités personnelles, mais également de très bonnes connaissances dans les sciences économiques relatives à la gestion des entreprises, dans le marketing et dans la créativité.